# Július Bielik
Július Bielik (* 8. März 1962 in Vyškov) ist ein ehemaliger slowakischer Fußballspieler.

## Karriere

### Verein
Bielik begann seine Karriere bei Spartak Trnava, wo er von 1979 bis 1982 spielte. 1982 folgte dann der Wechsel zu Sparta Prag. Danach spielte er bei Sanfrecce Hiroshima (1991–1992), FK Hvězda Cheb (1994–1995) und FC Hradec Králové (1995–1997). 1997 beendete er seine Spielerkarriere.

### Nationalmannschaft
Im Jahr 1983 debütierte Bielik für die tschechoslowakische Fußballnationalmannschaft. Er wurde in den Kader der Weltmeisterschaft 1990 berufen. Er hat insgesamt 18 Länderspiele für Tschechoslowakei bestritten.

## Errungene Titel
- Tschechoslowakische Fußballmeisterschaft: 1983/84, 1984/85, 1986/87, 1987/88, 1988/89, 1989/90, 1990/91